# ديفيد بيرنستاين
ديفيد بيرنستاين (بالإنجليزية: David Bernstein) هو شخصية أعمال بريطاني يهودي، ولد في 22 مايو 1943 في سانت هلنز في المملكة المتحدة.